# Dzierzgoń (gmina)
Dzierzgoń – gmina miejsko-wiejska w województwie pomorskim, w powiecie sztumskim. W latach 1975–1998 gmina położona była w województwie elbląskim.
W skład gminy wchodzi 12 sołectw: Ankamaty, Bągart, Bruk, Budzisz, Jasna, Minięta, Morany, Nowiec, Poliksy, Prakwice, Tywęzy, Żuławka Sztumska.
Siedziba gminy to Dzierzgoń.

## Struktura powierzchni
Według danych z roku 2018 gmina Dzierzgoń ma obszar 131 km², w tym:
- użytki rolne: 86%
- użytki leśne: 2%

Gmina stanowi 17,9% powierzchni powiatu.

## Demografia
Dane z 31.12.2017 roku
| Opis                              | Ogółem | Ogółem | Kobiety | Kobiety | Mężczyźni | Mężczyźni |
| --------------------------------- | ------ | ------ | ------- | ------- | --------- | --------- |
| jednostka                         | osób   | %      | osób    | %       | osób      | %         |
| populacja                         | 9 329  | 100    | 4 674   | 50,1    | 4 655     | 49,9      |
| gęstość zaludnienia (mieszk./km²) | 72     | 72     | 37      | 37      | 35        | 35        |

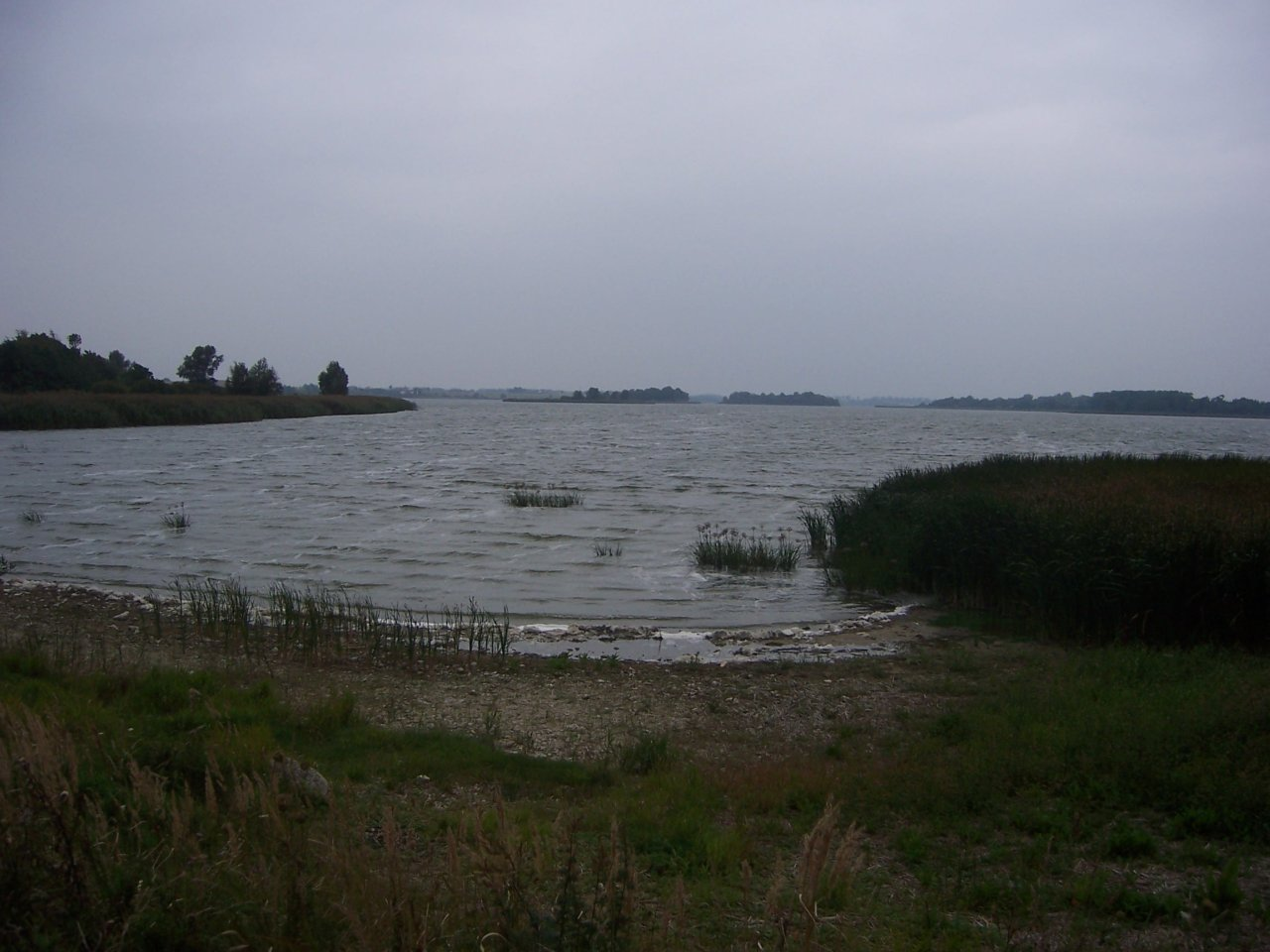
Jezioro

Piramida wieku mieszkańców gminy Dzierzgoń w 2014 roku:

## Administracja
Dzierzgoń jest członkiem stowarzyszenia Unia Miasteczek Polskich

## Sąsiednie gminy
Markusy, Mikołajki Pomorskie, Rychliki, Stare Pole, Stary Dzierzgoń, Stary Targ